# STS-132
STS-132 byl misí raketoplánu Atlantis k Mezinárodní vesmírné stanici ISS. Cílem letu byla doprava a instalace ruského modulu MIM-1/MRM-1 (Malyj Issledovatel'skij Modul 1 / Mini Research Module 1) alias Rassvet na ISS. Během mise se uskutečnily celkem 3 výstupy do kosmu jejichž hlavním úkolem byla výměna akumulátorů v nosníku ITS-P6.

## Posádka
- Kenneth Ham (2) – velitel[3]
- Dominic A. (Tony) Antonelli (2) – pilot
- Stephen Bowen (2) – letový specialista
- Michael Good (2) – letový specialista
- Piers John Sellers (3) – letový specialista
- Garrett Reisman (2) – letový specialista

V závorkách je uveden dosavadní počet letů do vesmíru včetně této mise.

## Předstartovní příprava
Raketoplán Atlantis byl převezen z budovy OPF (Orbiter Processing Facility) do montážní budovy VAB (Vehicle Assembly Building) 13. dubna 2010. Po připojení externí nádrže ET (External Tank) a startovacích motorů SRB (Solid Rocket Booster) byla celá sestava STS-132 převezena na startovací komplex LC-39A 22. dubna 2010. Zkušební odpočítávání TCDT (Terminal Countdown Demonstration Test) za účasti letové posádky proběhlo 24. dubna 2010.

## Průběh letu

### 1. letový den - Start
Raketoplán Atlantis po klidném odpočítávání odstartoval do kosmu 14. května 2010 v 18:20:09 UTC (20:20:09 SELČ) - ihned na první pokus. Po startu posádka otevřela nákladový prostor raketoplánu (cca po dvou obletech okolo Země) a začala se připravovat na připojení ke stanici ISS, kde už na ně čekala stálá posádka - Expedice 23.

### 2. letový den - Kontrola tepelné ochrany raketoplánu
Posádka provedla standardní kontrolu tepelné ochrany raketoplánu pomocí senzorů OBSS (Orbiter Boom Sensor System). Kvůli zaseklému kabelu u naklápěcího mechanizmu jednotky LDRI (Laser Dynamic Range Imager) byl omezen pohyb některých senzorů a kontrola byla provedena jen částečně. Dále proběhlo několik motorických manévrů pro přibližování k ISS a další přípravy na spojení (instalace sbližovací kamery, vysunutí stykovacího mechanizmu).

### 3. letový den - Připojení ke stanici ISS
Po závěrečných sbližovacích manévrech se raketoplán připojil k Mezinárodní kosmické stanici ISS v neděli 16. května 2010 v 16:28 SELČ. Staniční manipulátor SSRMS vyzvedl z nákladového prostoru raketoplánu plošinu ICC (Integrated Cargo Carrier) a přenesl ji na mobilní základnu stanice k dočasnému uskladnění.

### 4. letový den - Výstup EVA-1
První výstup do kosmu (EVA-1) uskutečnili Reisman a Bowen už 17. května 2010 od 13:54 SELČ. Během výstupu postupně nainstalovali záložní parabolickou anténu SGANT (Space to Ground ANTenna) na nosník Z1, namontovali konstrukci EOTP (Enhanced Orbital Replaceable Unit [ORU] Temporary Platform) na manipulátor Dextre a na ICC povolili pár šroubů u nových akumulátorů, určených pro výměnu v nosníku P6. Výstup EVA-1 skončil ve 21:19 SELČ (trval 7 hodin a 25 minut).

### 5. letový den - Přenesení modulu Rassvet
Ruský modul MRM 1 (Mini Research Module 1) alias Rassvet byl vyzdvižen z nákladového prostoru raketoplánu a po přenesení pomocí SSRMS připojen ke spodnímu uzlu modulu Zarja.

### 6. letový den - Výstup EVA-2
Druhý výstup do kosmu (EVA-2) byl na programu 19. května 2010. Na začátku výstupu Bowen a Good uvolnili zaseknutý kabel u naklápěcí jednotky na OBSS (takže pro závěrečnou kontrolu povrchu raketoplánu před přistáním už byly všechny senzory opět plně funkční). Hlavní náplní výstupu EVA-2 byla výměna akumulátorů na nosníku P6. Kosmonautům se podařilo vyměnit 4 ze 6 bloků akumulátorů (o jeden více proti plánu). Na konci výstupu ještě kosmonauti úspěšně dotáhli šrouby u antény SGANT (nedodělek z EVA-1), takže po uvolnění aretačních zámků mohla být anténa aktivována. Výstup EVA-2 trval celkem 7 hodin a 9 minut (začal ve 12:38 SELČ a skončil v 19:47 SELČ).

### 7. letový den - Otevření modulu Rassvet
Ve čtvrtek 20.05.2010 byl modul Rassvet/MRM 1 na ISS poprvé otevřen. Kosmonauti odebrali vzorky vzduchu z modulu a pak jej opět uzavřeli. Vykládání nákladu z modulu Rassvet nastane až po odletu raketoplánu Atlantis od stanice. Na programu 7. letového dne bylo také přenášení nákladu mezi raketoplánem a stanicí. V druhé polovině dne měla posádka pár hodin osobního volna.

### 8. letový den - Výstup EVA-3
Při výstupu EVA-3 Good a Reisman nejprve nainstalovali jednu záložní hadicovou spojku do amoniakového okruhu termoregulačního systému stanice (mezi nosníky P4 a P5), poté úspěšně dokončili výměnu zbývajících 2 bloků akumulátorů v P6 a přenesli úchytný sokl PDGF (Power and Data Grapple Fixture) z nákladového prostoru raketoplánu do přechodové komory modulu Quest. Rozměrný PDGF bude uvnitř ISS dovybaven a při plánovaném výstupu v červenci 2010 ho Wheelock a Caldwell-Dysonová nainstalují na povrch modulu Zarja. Staniční manipulátor SSRMS tak získá další základnu, na kterou bude moci "překročit" a operovat pak i v ruské části ISS. Před koncem EVA-3 kosmonauti ještě připravili na povrchu stanice skříňky s nářadím, které bude použito při budoucích výstupech do kosmu. Výstup EVA-3 skončil v 19:13 SELČ, takže trval celkem 6 hodin a 46 minut. Staré akumulátory na plošině ICC přenesl manipulátor SSRMS zpět na staniční mobilní základnu.

### 9. letový den - Uložení ICC do nákladového prostoru raketoplánu
Plošina ICC byla uložena zpět do nákladového prostoru raketoplánu, pokračovalo přenášení nákladu mezi raketoplánem a stanicí a kosmonauti měli i trochu osobního volna.

### 10. letový den - Odlet raketoplánu od stanice ISS
Bylo dokončeno přenášení nákladu a konala se společná tisková konference posádek na ISS. Pak se posádky rozloučily a byly uzavřely průlezy mezi raketoplánem a kosmickou stanicí. Odpojení raketoplánu od stanice se uskutečnilo ještě téhož dne, tedy v neděli 23. května 2010 v 17.22 SELČ. Po standardním inspekčním obletu stanice raketoplán odletěl do bezpečné vzdálenosti.

### 11. letový den - Závěrečná kontrola tepelné ochrany raketoplánu
Byla v plném rozsahu provedena závěrečná kontrola povrchu raketoplánu pomocí senzorů OBSS. Vyhodnocení na Zemi potvrdilo, že tepelná ochrana raketoplánu je neporušená a vyhovující pro zajištění přistání.

### 12. letový den - Přípravy na přistání
Kosmonauti se začali připravovat na návrat na Zemi. Provedli testy systémů raketoplánu, potřebných pro návrat na Zemi, a další nezbytné činnosti před přistáním (úklid kabiny, zaklopení parabolické antény pro pásmo Ku).

### 13. letový den - Přistání na KSC
Raketoplán Atlantis STS-132 přistál na letišti SLF (Shuttle Landing Facility) na Kennedyho vesmírném středisku hned při první plánované příležitosti ve středu 26. května 2010 ve 14:48:11 SELČ.